# Alf Lassen
Alf Lassen (født 21. juli 1929 i Hvorup ved Aalborg, død 26. august 1993) var en dansk skuespiller.
Lassen blev uddannet fra Teaterdirektørernes Elevskole og blev efterfølgende tilknyttet flere teatre i hovedstaden. Blandt hans mest kendte roller er rollen som ægtemanden i Ta' det som en mand, frue.

## Filmografi
- Der kom en dag (1955)
- Bruden fra Dragstrup (1955)
- Styrmand Karlsen (1958)
- Peters landlov (1963)
- Ta' det som en mand, frue (1975)
- Per (1975)
- Langturschauffør (1981)
- Kidnapning (1982)

### Tv-serier
- Smuglerne (1970)
- Fiskerne (1977)
- En by i Provinsen (1977-1980)
- Torvet (julekalender, 1981)